# Cyprian Bazylik
Cyprian Bazylik (* um 1535 in Sieradz; † um 1600) war ein polnischer Komponist, der seine Musikdrucke mit den Monogrammen C. S. (für Ciprianus Sieradensis) oder C. B. (für Ciprianus Basilieus) versah.

## Leben
Bazylik studierte 1550 bis 1551 Theologie und Musik in Krakau. Er war seit 1556 Mitglied der Hofkapelle des Woiwoden Mikolaj Radziwill in Wilna. 1550 konvertierte er zum Calvinismus. Später war er kurzzeitig am Hof des Königs Siegmund August und wurde am 1. September 1557 ihm nach dem Griechen „Jakob Basilicus Heraklides“ der Beiname „Basilicus“ verliehen und er wurde mit einem Wappen in den Adelsstand erhoben. Ab 1558 war er Mitglied der Hofkapelle von Mikolaj Radziwilt „Czarny“. Er schrieb protestantische Gedichte, die 1556 in Krakau veröffentlicht wurden. Im Jahr 1558 wurden in Brest seine kantionalen Lieder zur Ehre Gottes veröffentlicht. Nach 1565 lebte er in Brest, wo er die örtliche Druckerei leitete. Er war auch als Übersetzer bekannt. Kreativität: Lieder. Krakau, 1958. In den Jahren 1560 bis 1561 schrieb er einige Kompositionen, die er an Herzog Albrecht von Preußen nach Königsberg sandte. In den Rechnungsbüchern wurde folgendes vermerkt „16 M. 30 Sch. des wilnischen Woiwoden Musice, Cipriano Heraclidi Basilico zur Verehrung vor etlichen Gesangk“. Bazylik zog später nach Brest, wo er eine Druckerei übernahm.

Wappen Bazyliks

Im Jahr 1576 wurde ihm durch König Stephan Báthory ein Gut in Mszczonów (Podlachien) sowie die Vogtei in Mielnik verliehen. Das musikalische Werk Bazyliks steht im Dienst der polnischen Protestanten des 16. Jahrhunderts. Die mehrstimmigen, meist vierstimmigen, Kompositionen sind im Stil der lutherischen Kirchenlieder verfasst. Viele der Texte entstammen aus ausgewählten Dichtungen von Andrzej und Jakub Lubelczyk oder Andrzej Trzecieski.

## Werke (Auswahl)
Bazylik trat als Komponist von Psalmen in lateinischer und polnischer Sprache hervor. Er war auch als Übersetzer tätig.
Einstimmige Lieder und Hymnen:
- Tenze hymn (Dieser Hymnus), Pozegnanie krzeicijanskie (Christlicher Abschied), Benedictio mensae In: Jan Seklucjan: Piesni duchowne a nabozne nowe zebrane (Geistliche und andächtige, neu gesammelte Lieder), Königsberg 1559.

Mehrstimmige Chöre a cappella:
- Dobrotliwoic panska (Die Güte des Herrn), Erzeseijariskiego do Syna Bozego (Zu Christus, dem Sohn Gottes), Nabozna piosenka (Ein frommes Lied), Oratio Dominica In: Zamojski-Kantional. Krakau 1558.
- Kancjonal Piešni na chwalę Božą (Kantionale Lieder zur Ehre Gottes) Brest 1558.

Literarische Werke:
- Gelegenheitsgedichte Krakau 1556 (protestantische Gedichte).
- Historya o srogiem przesladowaniu Kościoła Bożego, w ktorey są wypisane sprawy onych Męczennikow, ktorzy począwszy od Wiklesa y Husa aż do tego naszego wieku […] (dbc.wroc.pl).